# Código de Justicia Militar (Argentina)
El Código de Justicia Militar fue el cuerpo unitario que rigió a las Fuerzas Armadas argentinas entre 1889 y 2008, cuando fue derogado. Contenía normas de carácter procesal y penal, siendo también la organizadora del fuero militar.

## Historia
Su primera redacción estuvo a cargo del abogado José María Bustillo, auditor de guerra y marina, por encargo del ministro Nicolás Levalle del presidente José Evaristo Uriburu y fue redactado en 1897, para ser finalmente aprobado en 1898 por el Congreso. 
Tuvo una importante reforma durante la presidencia de Juan Domingo Perón en 1951, cuando se le encargo la redacción de un nuevo código al auditor militar Oscar Sacheri, con el argumento de adaptarlo al Código Penal sancionado en la década de 1930, es decir, de creación posterior, y a la nueva reforma de la constitución de 1949. No se le hicieron grandes reformas y, en los hechos, siguió en vigencia el código de Bustillo.

### Derogación
Prácticamente sin uso desde el retorno de la democracia argentina, generó grandes debates durante el Juicio a las Juntas, dado que los miliares acusados de crímenes de lesa humanidad habían estado siendo juzgados por el Consejo Supremo de las Fuerzas Armadas, máximo órgano judicial del fuero. El gobierno de Raúl Alfonsín logró la sanción de la ley 23 049 que permitía juzgar militares en ciertos casos y la intervención de la justicia ordinaria,
La Corte Suprema de Justicia de la Nación lo declaró inconstitucional en el fallo López, Ramón Ángel s/ recurso del Artículo 445 bis del Código de Justicia Militar -causa N.º 2845- del 2007, considerando que se violaba el derecho a la defensa y la garantía constitucional de juez natural.
Fue derogado durante la presidencia de Cristina Fernández de Kirchner, siendo ministra de Defensa Nilda Garré, y reemplazado por un régimen de sanciones para el personal militar y algunos tipos penales en agosto de 2008 por la ley 26 394, el cual contó con la participación del juez Eugenio Zaffaroni. Su derogación, aunque con reservas, fue celebrada por el arco político argentino en su conjunto y organizaciones como el CELS.
Con su derogación desapareció del Derecho argentino completamente la pena de muerte, siendo este código la última legislación que la preveía, en faltas consideradas gravísimas, como traición a la patria, la que debía ejecutarse, en tiempos de paz, por fusilamiento donde dispusiese el presidente y «frente a la tropa formada». Además, se podía aplicar la misma con la deshonra del reo, declarando éste de manera pública que era «indigno de vestir el uniforme de la República». Se suele citar como ejemplo de su aplicación el fusilamiento del teniente general Juan José Valle durante la Revolución Libertadora. 
Entre otras cosas, se discutía que penaba la homosexualidad como actos indecorosos del mismo sexo, lo cual había sido discutido por el general Martín Balza.